# Darkland
Darkland ist ein dänischer Actionfilm von Fenar Ahmad, der am 1. Januar 2017 in ausgewählte dänische und am 12. Oktober 2017 in die deutschen Kinos kam.

## Handlung
Der erfolgreiche Chirurg Zaid lebt gemeinsam mit seiner schwangeren Frau ein ruhiges Leben in seiner luxuriösen Wohnung. Als eines Tages sein Bruder getötet wird, entscheidet Zaid, auf eigene Faust in der Unterwelt Kopenhagens eine Jagd nach dem Mörder zu beginnen. Damit begibt er jedoch nicht nur sich, sondern auch seine Familie in Gefahr.

## Produktion
Regie führte Fenar Ahmad, der in Zusammenarbeit mit Adam August auch das Drehbuch zum Film schrieb. Der Film wurde mit Unterstützung des Dänischen Filminstituts produziert.
Dar Salim übernahm im Film die Hauptrolle von Zaid. In weiteren Rollen sind Stine Fischer Christensen, Dulfi Al-Jabouri und Roland Møller zu sehen.
Die Drehorte in Kopenhagen waren in Islands Brygge die Gemini Residence, die im Film als Zaids Apartment dient, in Østerbro das Rigshospitalet sowie in der Filiale Vesterport der Danske Bank.
Jens Ole Wowk McCoy, der eine Hälfte der Hip-Hop-Gruppe Unknown Artist ist, hat die Musik für den Film produziert. Peter Albrechtsen war für das Sound-Design zuständig.
Der Film kam am 1. Januar 2017 in ausgewählte dänische Kinos und nach einer vorausgehenden Vorstellung beim Fantasy Filmfest 2017 am 12. Oktober 2017 in die deutschen Kinos.

## Auszeichnungen
Internationales Filmfestival Moskau 2017
- Nominierung für den Goldenen St. George (Fenar Ahmad)

Robert 2018
- Auszeichnung für den Besten Schnitt (Kasper Leick)
- Auszeichnung für die Beste Filmmusik (Jens Ole Wowk McCoy)
- Nominierung als Bester dänischer Film (Jacob Jarek, Fenar Ahmad)
- Nominierung für die Beste Regie (Fenar Ahmad)
- Nominierung für das Beste Originaldrehbuch (Fenar Ahmad, Adam August)
- Nominierung als Bester Hauptdarsteller (Dar Salim)
- Nominierung als Bester Nebendarsteller (Ali Sivandi)
- Nominierung als Bester Nebendarsteller (Dulfi Al-Jabouri)
- Nominierung für das Beste Szenenbild (Sabine Hviid)
- Nominierung für die Beste Kamera (Kasper Tuxen)
- Nominierung für die Besten Kostüme (Rikke Simonsen)
- Nominierung für das Beste Make-Up (Louise Hauberg)
- Nominierung für die Besten Visual Effects (Jonas Drehn, Jan Tvilling, Hummer Højmark)
- Nominierung für den Besten Sound (Peter Albrechtsen)[4]

## Fortsetzung
Im Jahr 2023 erschien mit Darkland: The Return (Original Underverden II) eine Fortsetzung, ebenfalls von Regisseur Fenar Ahmad und mit Dar Salim.